# Lijst van prinsen en prinsessen van Oranje
Hieronder volgt een lijst van prinsen en prinsessen van Oranje. Het graafschap Oranje bestond volgens de overlevering al vanaf 793, toen Willem met de Hoorn, een hoveling van Karel de Grote, de stad Orange, in de Vaucluse, op de Saracenen zou hebben veroverd. Deel uitmakend van het koninkrijk Bourgondië behoorde het graafschap tot het Heilige Roomse Rijk en in 1163 werd de graaf van Oranje in de rijksvorstenstand verheven.
Tegenwoordig zijn er liefst drie families die de titel voeren. Volledigheidshalve zijn zij hieronder opgenomen.
Noten bij de nummering: 
- Het huis Baux heeft een niet-opeenvolgende nummering, omdat een jongere linie van het huis benoemd werd tot mede-prins. Naar Duits gebruik werden zij wel genummerd, maar ze zijn in de lijst niet opgenomen.
- Na het huis Baux is er geen vaste nummering voor personen van dezelfde naam. In feite was Oranje een bijbezit en werd het nooit de residentie van de prinsen. Zo zou Willem van Chalon-Arlay eigenlijk prins Willem II van Oranje moeten zijn, en Willem I van Oranje zou prins Willem III horen te heten.

## Soevereine prinsen en prinsessen van Oranje

### Huis Baux
- 1171–1181: Bertrand I van Baux
- 1181–1218: Willem I
- 1218–1282: Raymond I
- 1282–1314: Bertrand IV
- 1314–1340: Raymond IV
- 1340–1393: Raymond V van Les Baux, prins van Orange
- 1393–1417: Maria, samen met haar man Jan III van Chalon (zie hieronder)

### Huis Ivrea (Bourgondië-Châlon)
- 1393–1418: Jan III van Chalon, samen met zijn vrouw Maria des Baux (zie hierboven)
- 1418–1463: Lodewijk
- 1463–1475: Willem
- 1475–1502: Jan IV
- 1502–1530: Filibert

### Huis Nassau
- 1530–1544: René van Nassau
- 1544–1584: Willem I van Oranje-Nassau
- 1584–1618: Filips Willem
- 1618–1625: Maurits
- 1625–1647: Frederik Hendrik
- 1647–1650: Willem II
- 1650–1702: Willem III

Na de dood van Willem III ontstond een successiestrijd. Er werd overeengekomen dat zowel Frederik I van Pruisen als Johan Willem Friso de titel mochten dragen.
In 1713 werd het prinsdom definitief bij Frankrijk ingelijfd.

## Titulaire prinsen van Oranje

### Huis Bourbon-Conti
- 1714–1727: Lodewijk Armand II van Bourbon-Conti, kreeg het vruchtgebruik over het prinsdom

### Huis Hohenzollern
- 1702–1713: Frederik I van Pruisen
- 1713–1740: Frederik Willem I
- 1740–1786: Frederik II
- 1786–1797: Frederik Willem II
- 1797–1840: Frederik Willem III
- 1840–1861: Frederik Willem IV
- 1861–1888: Willem I
- 1888: Frederik III
- 1888–1941: Willem II
- 1941–1951: Willem van Pruisen
- 1951–1994: Lodewijk Ferdinand
- 1994–heden: George Frederik

### Huis Mailly(-Nesles)
- 1706–1708: Louis (I) Charles de Mailly
- 1708–1764: Louis (II) de Mailly
- 1764–1767: Louis (III) de Mailly
- 1767–1810: Louis-Joseph Augustin de Mailly-Rubempré
- 1810–1878: Adrien-Joseph Auguste Amalric de Mailly
- Ferry Paul Alexandre de Mailly-Nesle
- 1878–1882: Arnoul-Adrien Auguste de Mailly-Nesle
- –1955: Augustin Christian Robert Ferry de Mailly-Nesle
- 1955–2001: Jean Arnoult Auguste de Mailly-Nesle
- 2001–heden: Guy Marquis de Mailly-Nesle

### Huis Nassau
- 1702–1711: Johan Willem Friso
- 1711–1751: Willem IV van Oranje-Nassau
- 1751–1806: Willem V
- 1806–1815: Willem van Oranje-Nassau, werd koning Willem I der Nederlanden. (Daarnaast werd prins van Oranje een dynastieke titel, gedragen door de oudste zoon van de koning.)
- 1815-1840: Willem II der Nederlanden
- 1840–1849: Willem III der Nederlanden
- 1849-1879: Willem van Oranje-Nassau
- 1879-1884: Alexander van Oranje-Nassau
- 1884-1980: Geen. Titel tot 1983 voorbehouden aan mannelijke telgen
- 1980–2013: Willem-Alexander der Nederlanden
- 2013–heden: Catharina-Amalia der Nederlanden